# Óscar Serrano Rodríguez
Óscar Serrano Rodríguez est un footballeur espagnol, né le 30 septembre 1981 à Blanes en Espagne. Il évolue au poste de milieu offensif.